# Flavia Niemelä
Flavia Niemelä, geborene Rentsch (* 31. Mai 1995), ist eine Schweizer Unihockeytorhüterin. Sie steht beim Nationalliga-A-Vertreter Unihockey Berner Oberland unter Vertrag.

## Karriere
Rentsch begann ihre Karriere beim UHC Meiersmaad und spielte später in der U21-Mannschaft der Zulgtal Eagles, bevor sie zum UHC Thun wechselte, wo sie in der Nationalliga B debütierte. Ab der U21-Stufe stand Rentsch beim UHC Höfen zwischen den Pfosten und debütierte ebenso für Höfen in der Nationalliga A.
2014 wechselte Rentsch zu den Zulgtal Eagles in die 1. Liga. Nach zwei Jahren bei den Eagles schloss sie sich dem Nationalliga-B-Verein UH Lejon Zäziwil an.
Im Frühjahr 2017 gab Unihockey Berner Oberland den Transfer der 21-jährigen Torhüterin bekannt. Sie wird somit mit Michelle Lobsiger das Torhüterduo bilden. Nach zwei Jahren bei Unihockey Berner Oberland entschied sie sich für einen Wechsel ins Ausland.
2019 schloss sie sich mit ihrer Freundin Emmi Niemelä dem finnischen Verein SS Rankat Ankat aus Oulu an. Die zweite Saison beendete sie mit SSRA auf dem dritten Rang und wurde zudem Ende Saison von der F-Liiga als beste Torhüterin ausgezeichnet.

## Privat
Im Frühjahr 2021 heiratete Rentsch ihre langjährige Freundin und Teamkollegin Emmi Niemelä.